# Windy Nook
Windy Nook est une localité anglaise située dans le district métropolitain de Gateshead du Tyne and Wear.